# Phlebotomus caucasicus
Phlebotomus caucasicus är en tvåvingeart som beskrevs av Marzinovsky 1917. Phlebotomus caucasicus ingår i släktet Phlebotomus och familjen fjärilsmyggor. Inga underarter finns listade i Catalogue of Life.